# Sport en Géorgie
Les sports les plus populaires en Géorgie sont pour les sports collectifs le football, le rugby et le basket-ball, pour les sports individuels la lutte, le judo et l'haltérophilie. Par ailleurs, les athlètes géorgiens ont obtenu des médailles aux Jeux olympiques dans d'autres disciplines, comme la boxe ou le tir au pistolet
D'autres sports célèbres du XIXe siècle en Géorgie étaient le polo et le lélo, un jeu traditionnel géorgien remplacé plus tard par le rugby.

## Histoire
Historiquement, la Géorgie a été célèbre pour son éducation physique. Les Romains auraient été fascinés avec des qualités physiques de Géorgiens après avoir vu les techniques d'entrainement de l'ancienne Iberia. 
Le lélo, un jeu de ballon ancestral, était pratiqué par les villageois ; il mettait en compétition deux équipes qui devaient porter le ballon au-delà de la ligne du camp adverse ; il s'apparente au rugby. 
Au XIXe siècle le polo, joué par les aristocrates, s'est développé.

## Disciplines

### Football
Le football est le sport le plus populaire.

### Rugby
Le rugby est considéré comme le deuxième sport le plus populaire de Géorgie.

### Basketball
Malgré la petite taille du pays, il a produit plusieurs joueurs de basket-ball de niveau mondial, y compris Tornike Shengelia, Vladimir Stepania, Nikoloz Tskitishvili et notamment Zaza Pachulia. Les Géorgiens montrent un grand soutien pour leur équipe nationale. Mikheil Saakachvili, ancien président du pays a voyagé en Lituanie, comme 1500 autres supporteurs de la Géorgie, pour la soutenir à l'EuroBasket 2011. 

### Lutte
La lutte (chidaoba) reste un sport historiquement importante de Géorgie et certains historiens pensent que le style gréco-romain de la lutte intègre de nombreux éléments géorgiens.

### Sport automobile
Le premier et le seul circuit de course du Caucase est situé en Géorgie. Le Circuit automobile Roustavi construit à l'origine en 1978, a été rouvert en 2012 après une reconstruction totale d'un coûts de 20 millions $. La piste satisfait aux exigences de la FIA de niveau 2 et accueille la série de courses de voitures Legends et les compétitions Formula Alfa.

### Luge
Nodar Kumaritashvili (Georgian: ნოდარ ქუმარიტაშვილი) est victime d'un accident mortel lors d'une descente d'entraînement avant la compétition Olympiques d'hiver 2010 à Vancouver, Canada. Il était le quatrième athlète à mourir lors de la préparation des Jeux Olympiques d'hiver de l'histoire, et le premier en 18 ans. Les cérémonies d'ouverture des Jeux, dirigé par le président du CIO, Jacques Rogge, ont été consacrés à lui rendre hommage.